# LEB RBe 4/8
Les automotrices RBe 4/8 no 41 à 50 sont des automotrices électriques, fabriquées par Stadler Rail pour la compagnie du chemin de fer Lausanne-Échallens-Bercher.

## Description

### Contexte
Ces automotrices ont été commandées au constructeur Stadler Rail le 10 décembre 2008. Cet achat, dont les frais s'élèvent à environ CHF 41 millions, s'inscrit dans le but d'amélioration constante de la qualité du service proposée par la compagnie du LEB. Le Grand Conseil vote le 23 septembre 2008 un décret visant à garantir CHF 41 090 000,00 au LEB jusqu'au 31 décembre 2044 pour l'achat des six nouvelles automotrices avec leur matériel de réserve. Le prix d'une automotrice RBe 4/8 neuve du LEB est de CHF 6 450 000, ce qui fait CHF 38 700 000 pour les six véhicules. À cela s'ajoute CHF 2 390 000 qui comprennent deux bogies moteurs et deux bogies porteurs pour CHF 1 350 000 ainsi que du matériel mécanique et électrique divers pour CHF 1 040 000. La première de ces automotrices a été livrée le 14 janvier 2010. Elles sont un premier pas vers la nouvelle cadence au quart d'heure entre Lausanne-Flon et Cheseaux. Cependant, cette nouvelle cadence ne pourra être atteinte qu'avec d'autres entreprises, dont la modification et la sécurisation du tronçon entre Lausanne-Chauderon et Montétan.
En 2015, dans le cadre d'une commande groupée avec d'autres compagnies de chemin de fer privées régionales, supervisée par le canton de Vaud, quatre nouvelles automotrices identiques sont commandées. La première rame de cette seconde série est livrée le 2 novembre 2016 au dépôt d'Échallens suivie de peu par la deuxième. Numérotées 47 et 48, elles sont mises en service durant le mois de février 2017. Le prix de ces quatre nouvelles rames est de 29 millions de francs.

### Technique
Ces dix automotrices du LEB sont équipées de freins Charmilles. Ce sont des rames réversibles de type RBe 4/8. Selon le LEB, elles sont dotées de 118 places assises et 256 places debout. 60 % de leur plancher est surbaissé. La hauteur du plancher bas est de 58 cm par rapport au niveau du rail et la hauteur des quais des stations est adaptée progressivement à 55 cm selon le standard actuel des CFF. Cela permet un accès plain pied aux rames et en facilite l'accès aux personnes handicapées ainsi qu'aux poussettes et vélos. Les voitures sont climatisées et les bogies sont à suspension pneumatique. Les caisses sont inclinables, ce qui en fait des trains pendulaires. De plus, afin de compenser les différences des hauteurs entre les quais des gares et ceux des haltes, deux marchepieds rétractables sont disposés l'un sur l'autre afin de garantir une facilité d'accès.

### Confusion
Une confusion fréquente est faite de considérer cette rame automotrice comme étant un FLIRT. Ce n'est pas le cas. L'entreprise Stadler précise qu'il s'agit d'un modèle spécial fait sur mesure pour les besoins de la compagnie du LEB. Le modèle est, en outre, basé sur le FLIRT, mais il en diffère, étant une automotrice double au lieu d'une automotrice articulée avec bogie jacobs.

## Liste des automotrices
| no | Mise en service | Révision(s)      | Remarque(s)                                                                | Photo |
| -- | --------------- | ---------------- | -------------------------------------------------------------------------- | ----- |
| 41 | 2010            | 8 janvier 2010   | Livrée Migros Romanel depuis décembre 2013. Anciennement livrée d'origine. |       |
| 42 | 2010            | 16 mars 2010     | Livrée d'origine. Anciennement livrée Vaudoise assurances.                 |       |
| 43 | 2010            | 3 avril 2010     | Livrée d'origine.                                                          |       |
| 44 | 2010            | 22 juin 2010     | Livrée publicitaire Raiffeisen.                                            |       |
| 45 | 2010            | 2 septembre 2010 | Livrée d'origine.                                                          |       |
| 46 | 2010            | 11 août 2010     | Livrée publicitaire Romande énergie. Accidentée le 4 septembre 2015.       |       |
| 47 | 2017            |                  | Livrée d'origine.                                                          |       |
| 48 | 2017            |                  | Livrée d'origine.                                                          |       |
| 49 | 2017            |                  | Livraison prévue 1er semestre 2017.                                        |       |
| 50 | 2017            |                  | Livraison prévue 1er semestre 2017.                                        |       |

## Galerie de photos

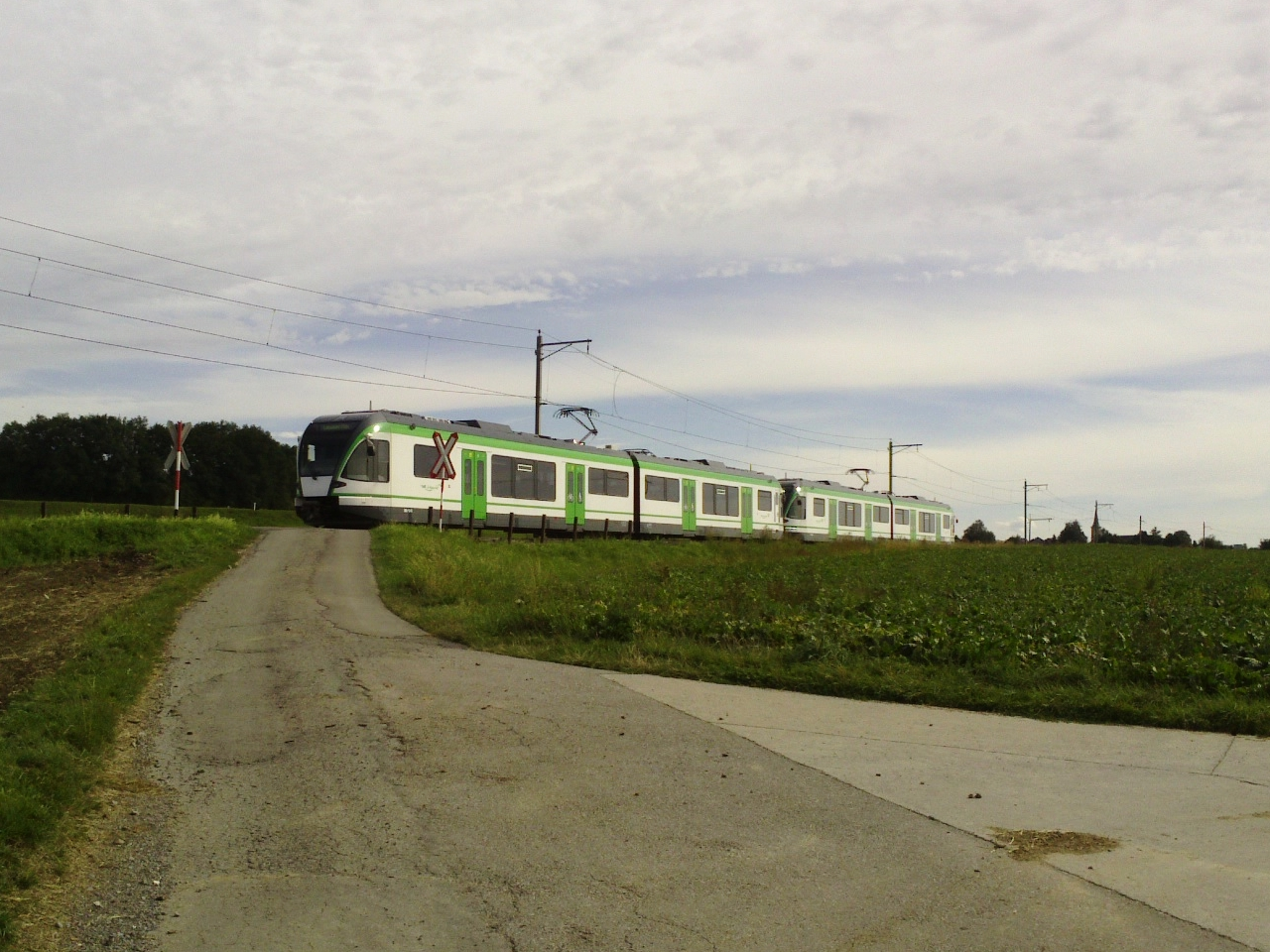
Composition longue RBe 4/8 no 41 et 42 pour Lausanne-Flon au passage à niveau de La Sache juste après Les Brits entre Échallens et Assens.
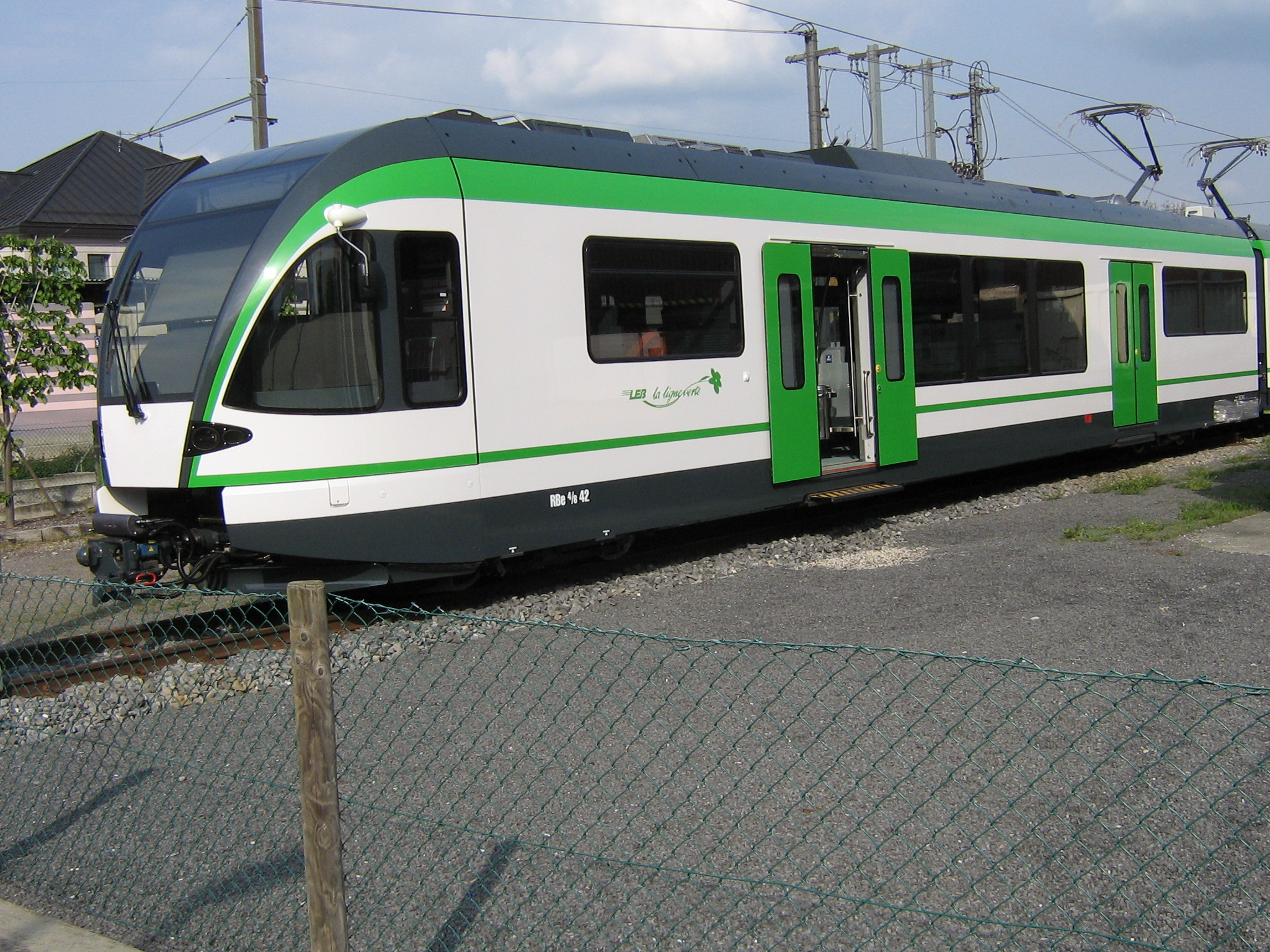
RBe 4/8 42 encore sans baptême au dépôt d'Échallens lors de sa phase d'homologation.
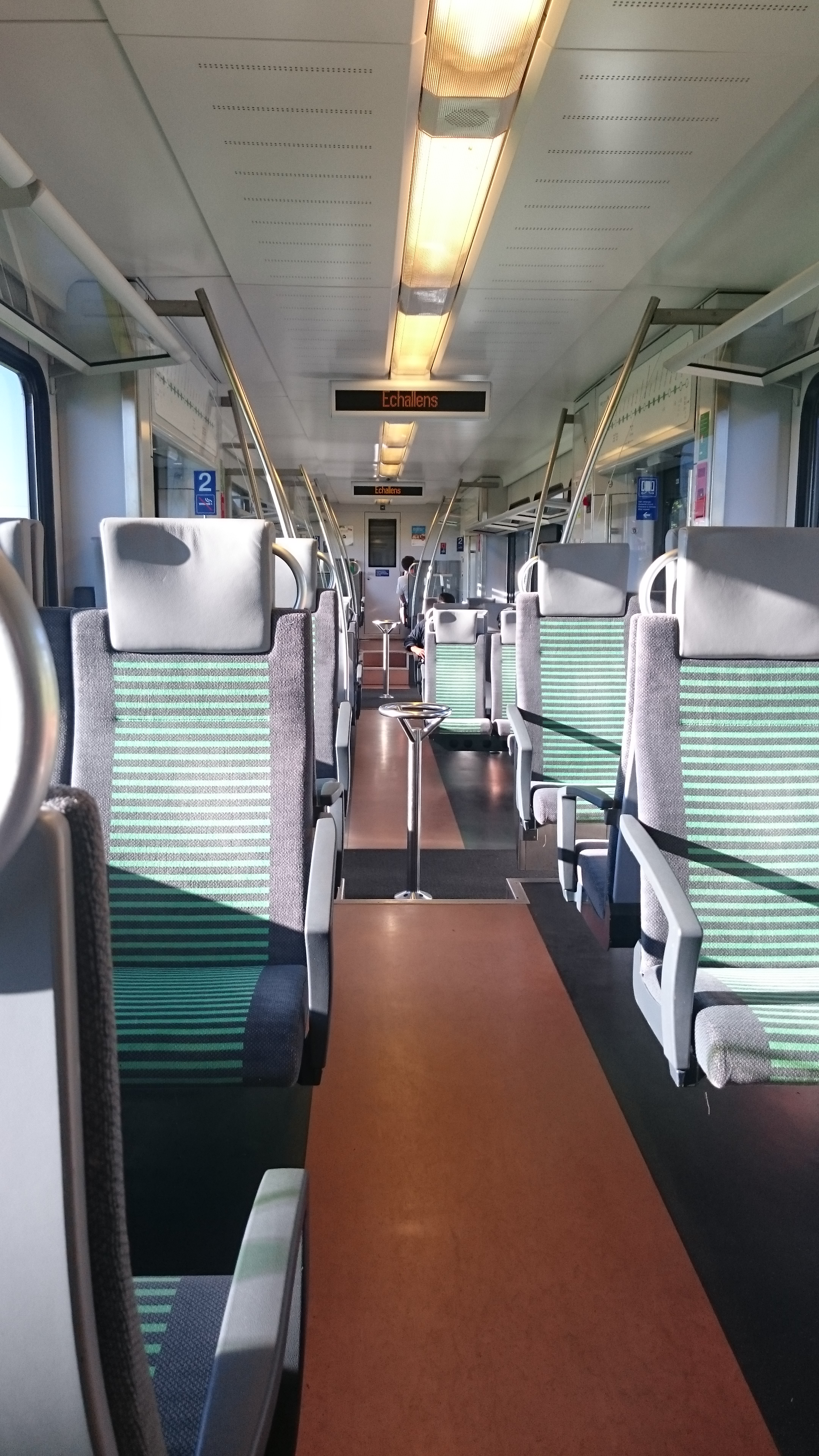
Compartiment voyageur à l'intérieur de l'automotrice RBe 4/8 44.
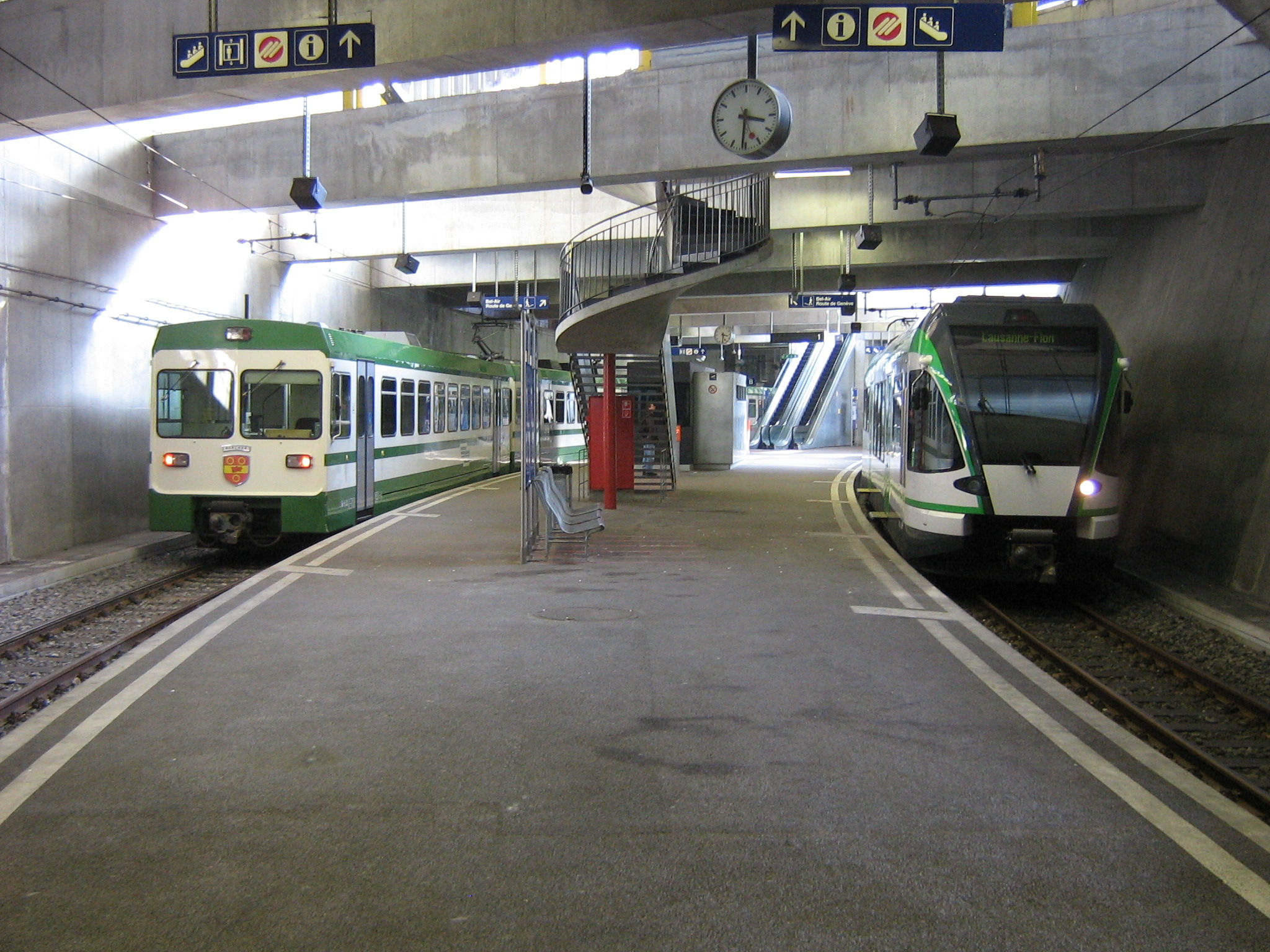
Be 4/8 33 à gauche et RBe 4/8 43 à droite; deux générations se côtoient à la gare de Lausanne-Flon.